# Červený Důl
Červený Důl (do roku 1924  Červený Grunt, niem.  Rothengrund)) – wieś, część gminy Uhelná, położona w kraju ołomunieckim, w powiecie Jesionik, w Czechach.
Miejscowość to kilka luźno rozrzuconych domów na zboczach niewielkiej doliny w Górach Złotych. Tuż powyżej Červenego Dolu znajduje się źródło Červenego potoku.